# Onthophagus grassei
Onthophagus grassei är en skalbaggsart som beskrevs av Walter 1989. Onthophagus grassei ingår i släktet Onthophagus och familjen bladhorningar. Inga underarter finns listade i Catalogue of Life.